# Kirill Vladimirovitsj van Rusland
Kirill Vladimirovitsj Romanov (Russisch: Кирилл Владимирович Романов) (Tsarskoje Selo, 12 oktober 1876 — Neuilly-sur-Seine, 12 oktober 1938), grootvorst van Rusland, was de zoon van Marie van Mecklenburg-Schwerin en Vladimir Aleksandrovitsj Romanov, het vierde kind van tsaar Alexander II. Hij trouwde met zijn nicht Victoria Melita van Saksen-Coburg en Gotha.

## Affaire
In 1891, bij de begrafenis van prinses Alexandra van Griekenland ontmoetten Kirill en Victoria Melita, dochter van Alfred van Saksen-Coburg en Gotha en Maria Aleksandrovna van Rusland, elkaar voor het eerst. Ze voelden zich meteen tot elkaar aangetrokken, maar Victoria Melita’s moeder zag een huwelijk met een zo nabije bloedverwant uit de Russische keizerlijke familie niet zitten. Later ontmoetten ze elkaar weer en verloofden ze zich in het geheim. Victoria Melita trouwde in 1894 onder druk van haar familie echter met haar sterk biseksuele neef Ernst Lodewijk van Hessen-Darmstadt. Tijdens haar huwelijk begonnen Kirill en Victoria Melita een affaire en in 1901 scheidde Victoria Melita van haar man.
Kirill kwam erg onder druk te staan door Victoria Melita’s scheiding. Tsarina Alexandra, de zus van Ernst, wist tsaar Nicolaas II te overtuigen Kirill te verbannen naar het Verre Oosten. Toen Kirill daar in 1904 tijdens de Russisch-Japanse Oorlog een aanval op de Russische vloot overleefde, werd hij in Moskou onthaald als een oorlogsheld. De tsaar gaf hem toen toestemming om Rusland te verlaten en Kirill vertrok naar Coburg, Duitsland, om bij Victoria Melita te zijn.

## Huwelijk
Op 8 oktober 1905 trouwden Kirill en Victoria Melita. In tegenstelling tot haar eerste huwelijk was het een eenvoudige ceremonie zonder koninklijke gasten. Tsaar Nicolaas II reageerde op het huwelijk door Kirill zijn keizerlijke titels af te nemen, zijn toelages stop te zetten en hem uit het Russische leger te verbannen. Kirill en Victoria Melita gingen in Parijs wonen, waar ze een huis aan de Champs-Élysées kochten.
Kirill en Victoria kregen drie kinderen:
- Maria Kirillovna (1907-1951)
- Kira Kirillovna (1909-1967), gehuwd met Louis Ferdinand van Pruisen
- Vladimir Kirillovitsj (1917-1992)

## Tsaar in ballingschap
Door de vele sterfgevallen in de familie werd Nicolaas II gedwongen Kirill tot derde in de lijn voor troonopvolging te benoemen. Kirill en Victoria werden weer in Rusland verwelkomd en Kirill kreeg zijn titels terug, waardoor Victoria Melita “Grootvorstin van Rusland” werd en de naam “Victoria Fjodorovna Romanov” kreeg. Toen in 1917 de Russische Revolutie uitbrak, vertrokken zij naar het westelijke deel van het Russische Keizerrijk, het Grootvorstendom Finland, dat zich in 1917 afscheidde en waarvan in 1918 de onafhankelijkheid werd erkend door de Russische Socialistische Federatieve Sovjetrepubliek (RSFSR). Pas in maart 1920, na de Vrede van Tartu vertrokken zij vanuit Finland naar Zürich, tezamen met de moeder van Victoria Melita, de hertogin van Coburg. Uiteindelijk vestigden ze zich in ballingschap in Saint-Briac-sur-Mer in Frankrijk. In 1924 riep grootvorst Kirill zich uit tot tsaar in ballingschap, aangezien de tsaar en zijn gezin door de bolsjewieken waren geëxecuteerd. Zijn nazaten zijn nog steeds de pretendenten van de Russische troon.
Als tsaar in ballingschap heeft Kirill in 1929 de Orde van Sint-Nicolaas de Wonderdoener ingesteld.